# Salix arctica
Salix arctica es un arbusto caducifolio de la familia de las salicáceas.

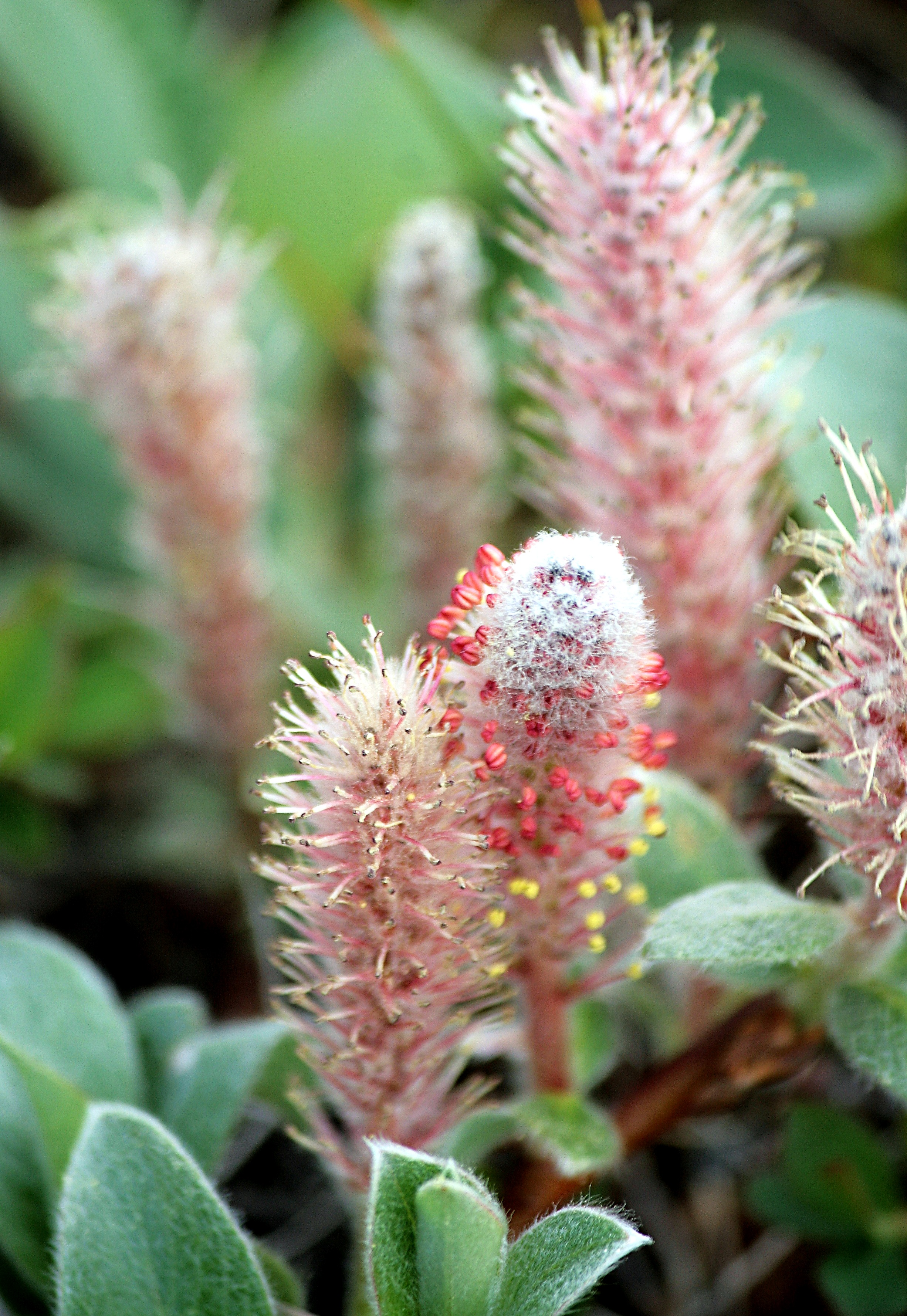
Inflorescencia

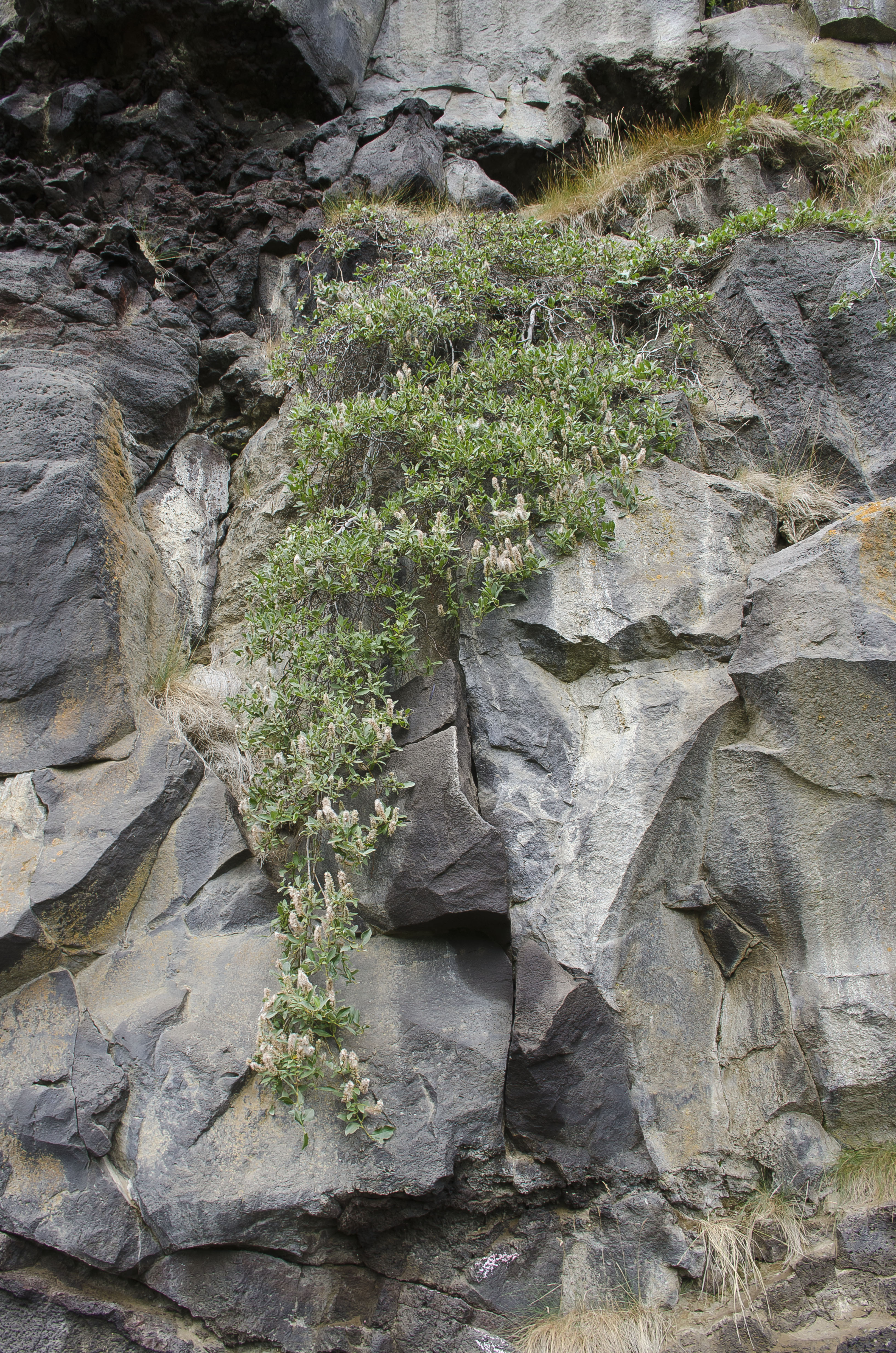
En su hábitat

## Descripción
Arbusto, intensamente ramificado, con ramas de sección redonda, reptantes, radicantes. Ramitas de color pardo grisáceo, pilosas, cuando jóvenes, luego glabras; hojas coriáceas, elípticas u obovadas, a veces redondeadas; extremo superior de la hoja, agudo, emarginado o redondeado; base en forma de cuña o acorazonada, pilosidad cuando jóvenes; de color verde azulado por el envés y verde claro por el haz; bordes no dentados; pecíolo foliar acanalado; estípulas pequeñas. La flor aparece antes que la hoja o a la vez. Amentos masculinos cilídricos; estambres glabros. Amentos femeninos de 2-3 cm de largo, se alargan durante la maduración del fruto. Ovario de 5-8 mm de largo con el pedúnculo más corto que la glándula nectaria, de color pardo verdoso o pardo rojizo oscuro, con pilosidad densa o escasa, rara vez totalmente glabro; estilo de 0,5-2,3 mm de largo; estigmas generalmente divididos, extendidos.

## Distribución y hábitat
En casi toda la zona de tundra ártica de Europa, Asia y Norteamérica (especie circumpolar). Vive sobre suelos rocosos o arenosos carente de vegetación. Rara vez penetra en la taiga.

## Taxonomía
Salix arctica fue descrita por Peter Simon Pallas y publicado en Flora Rossica 1(2): 86. 1788.
Etimología
Salix: nombre genérico latino para el sauce, sus ramas y madera.
arctica: epíteto latino que significa "del ártico".
Sinonimia
- Salix anglorum Cham.
- Salix brownie (Anderss.) Bebb
- Salix caespitosa Kennedy
- Salix pallasii Anderss.
- Salix petrophila Rydb.[4][5]